# Palmophila
Palmophila este un gen de muște din familia Drosophilidae.

Cladograma conform Catalogue of Life:
| Palmophila | \| \| Palmophila dentata \| \| \| \| \| \| Palmophila ecuadoriensis \| \| \| \| \| \| Palmophila rozeni \| \| \| \| |
|            | \| \| Palmophila dentata \| \| \| \| \| \| Palmophila ecuadoriensis \| \| \| \| \| \| Palmophila rozeni \| \| \| \| |
|            | Palmophila dentata                                                                                                  |
|            | |
|            | Palmophila ecuadoriensis                                                                                            |
|            | |
|            | Palmophila rozeni                                                                                                   |
|            | |